# Toi chez moi et vice-versa
Pour plus de détails, voir Fiche technique et Distribution.
Toi chez moi et vice versa (Your Place or Mine) est une comédie romantique américaine de 2023 écrite et réalisée par Aline Brosh McKenna à ses débuts en tant que réalisatrice. Le film est sorti sur Netflix le 10 février 2023.
Il met en vedette Reese Witherspoon, Ashton Kutcher, Jesse Williams, Zoë Chao, Wesley Kimmel, Tig Notaro et Steve Zahn.

## Synopsis
À Los Angeles en 2003, après une soirée à jouer au poker avec un autre couple, Debbie Dunn et Peter Coleman font l'amour et passent la nuit ensemble chez elle.
Vingt ans plus tard, Debbie et Peter sont les meilleurs amis. Il a déménagé à New York et est devenu un homme d'affaires prospère, alors qu'elle vit toujours à Los Angeles et travaille comme comptable au collège de son fils Jack. Debbie appelle Peter le jour de son anniversaire et ils discutent de son intention de se rendre bientôt à New York pour suivre un programme de comptabilité afin de l'aider à trouver un emploi mieux rémunéré. La petite amie actrice de l'ex-mari de Debbie, Scarlet, doit surveiller Jack pendant la semaine, mais s'effondre lorsqu'on lui propose un rôle à Vancouver pendant deux semaines. Peter, qui vient de rompre avec sa petite amie et qui est entre deux boulots, propose d'aller à LA pour s'occuper de Jack.
En Californie, Peter apprend l'étendue de la parentalité surprotectrice de Debbie et décide d'aider Jack à se détendre un peu. Peter obtient des billets de skybox pour un match des Kings de Los Angeles et encourage Jack à inviter deux camarades de classe, mais cela tourne mal quand ils l'ignorent.
Pendant ce temps à New York, Debbie assiste à ses cours de comptabilité et rencontre l'ex-petite amie de Peter, Minka, qui l'invite à prendre un verre. Au bar, Minka l'aide à attirer l'attention de l'éditeur Theo Martin. Minka informe également Debbie que Peter a écrit un roman. Après avoir lu le manuscrit, Debbie se fait passer pour une éditrice alors qu'elle essaie de convaincre Theo de lui donner une chance.
Peter se rapproche de Jack et convainc l'entraîneur de hockey de le laisser essayer pour l'équipe. Pendant ce temps, Debbie sort avec Theo, qui se termine par une relation sexuelle dans l'appartement de Peter. Debbie déclenche accidentellement la caméra à distance de l'appartement, ce qui amène Peter à en être témoin. Perturbé, il se rend dans un bar et rencontre une ancienne petite amie mais ne peut se résoudre à coucher avec elle. Il se rend compte qu'il est amoureux de Debbie.
Le dernier jour de Debbie à New York, elle réussit son examen et découvre involontairement les souvenirs cachés d'elle par Peter. Lorsque Debbie rencontre Theo, il l'informe qu'il lui a obtenu une entrevue avec un grand éditeur. Lorsqu'il exprime le désir de continuer à sortir avec elle, elle avoue qu'elle est amoureuse de quelqu'un d'autre.
À Los Angeles, l'essai de hockey de Jack tourne mal et il finit par se blesser. Peter appelle Debbie, et elle est furieuse qu'il ait mis son fils en danger même si Jack semble aller bien. Elle se précipite pour partir et rentrer chez Jack et dit à Peter d'être parti le temps qu'elle arrive.
Peter et Debbie se retrouvent face à face à LAX. Après une vive dispute, Peter admet qu'il est amoureux de Debbie et ils s'embrassent. Six mois plus tard, Peter est devenu un auteur publié et a emménagé avec Debbie. Elle est rédactrice dans une maison d'édition indépendante et Jack joue dans l'équipe de hockey.

## Distribution
- Reese Witherspoon (VF : Laura Blanc) : Debbie Dunn
- Ashton Kutcher (VF : Adrien Antoine) : Peter Coleman
- Zoë Chao (VF : Olivia Luccioni) : Minka
- Jesse Williams (VF : Mike Fédée) : Théo Martin
- Wesley Kimmel (VF : Aloïs Le Labourier) : Jack
- Tig Notaro (VF : Julie Dumas) : Alicia
- Steve Zahn (VF : Jérôme Pauwels) : Zen
- Rachel Bloom (VF : Marie Tirmont) : Scarlet
- Griffin Matthews (VF : Grégory Lerigab) : professeur Golden
- Vella Lovell (VF : Aurélie Konaté) : Becca
- Shiri Appleby (VF : Marie Giraudon) : Vanessa
- Tom Yi (VF : Thierry Gondet) : Professeur de comptabilité

## Production

### Développement
Le film a été annoncé en mai 2020 avec Netflix distribuant le film, qui met en vedette Reese Witherspoon, et est écrit et réalisé par Aline Brosh McKenna dans son premier long métrage.
En août 2021, Ashton Kutcher a rejoint le casting. En octobre 2021, il a été annoncé que Jesse Williams, Tig Notaro, Zoë Chao, Steve Zahn et Wesley Kimmel avaient également rejoint le casting.

### Tournage
Le tournage a commencé en octobre 2021. Les lieux de tournage comprenaient Montague Street, situé à Brooklyn.

## Sortie
Your Place or Mine est sorti le 10 février 2023 sur Netflix.